# Angon Angon
Angon Angon is een bestuurslaag in het regentschap Sumenep van de provincie Oost-Java, Indonesië. Angon Angon telt 3235 inwoners (volkstelling 2010).